# Dean Devlin
 (avril 2019).
Si vous disposez d'ouvrages ou d'articles de référence ou si vous connaissez des sites web de qualité traitant du thème abordé ici, merci de compléter l'article en donnant les références utiles à sa vérifiabilité et en les liant à la section « Notes et références ».
Pour les articles homonymes, voir Devlin.
Dean Devlin est un acteur-producteur-scénariste américain né le 27 août 1962 à New York aux États-Unis. Il commença sa carrière d'acteur dans plusieurs séries télévisées comme Les Jours heureux ou Capitaine Furillo avant de commencer à tourner pour le cinéma. Il se tourne ensuite vers le rôle de producteur et de scénariste de films, en particulier pour Roland Emmerich.

## Filmographie

### Scénariste
- 1983 : Les Jours heureux (1 épisode)
- 1983 : Fame (1 épisode)
- 1984 : Capitaine Furillo (2 épisodes)
- 1986 : Class 89 (es) (3:15) de Larry Gross
- 1985 : Superminds (1 épisode)
- 1991 : Total Exposure
- 1992 : Universal Soldier
- 1994 : Stargate, la porte des étoiles
- 1996 : Independence Day
- 1997 : Le Visiteur
- 1998 : Godzilla
- 1999 : Universal Soldier: Le combat absolu
- 2005 : Triangle (mini-série)
- 2008 : Leverage (série)
- 2009 : Isobar
- 2016 : Independence Day: Resurgence

### Producteur
- 1994 : Stargate, la porte des étoiles
- 1998 : Godzilla
- 2000 : The patriot: Le chemin de la liberté
- 2002 : Arac Attack, les monstres à 8 pattes
- 2004 : Le Cellulaire
- 2004 : Les Aventures de Flynn Carson : Le Mystère de la lance sacrée
- 2006 : Les Aventures de Flynn Carson : Le Trésor du roi Salomon
- 2008 : Les Aventures de Flynn Carson : Le Secret de la coupe maudite
- 2008 : Leverage (série)
- 2009 : Isobar
- 2018 : The Outpost

### Réalisateur
- 2008-2010 : Leverage (11 épisodes)
- 2016 : Geostorm
- 2018 : Bad Samaritan